# Pete Reed
Pete Reed, MBE (* 27. července 1981, Seattle, USA) je bývalý britský veslař.
Byl členem posádky čtyřky bez kormidelníka, která na olympijských hrách 2008 a 2012 získala zlatou medaili. Další zlatou medaili získal na osmě na LOH 2016 v Riu de Janeiro. Je též dvojnásobným mistrem světa na čtyřce bez kormidelníka a trojnásobným na osmě.